# Scopula pulchellata
Scopula pulchellata är en fjärilsart som beskrevs av Fabricius 1794. Scopula pulchellata ingår i släktet Scopula och familjen mätare. Inga underarter finns listade.